# Elk Run Heights (Iowa)
Elk Run Heights es una ciudad situada en el condado de Black Hawk, en el estado de Iowa, Estados Unidos. Según el censo de 2010 tenía una población de 1.117 habitantes.

## Geografía
Según la Oficina del Censo de los Estados Unidos, la localidad tiene un área total de 2,76 km², de los cuales 2,75 km² corresponden a tierra firme y el restante 0,01 km² a agua, que representa el 0,36% de la superficie total de la localidad.

## Demografía
Según el censo de 2010, había 1.117 personas residiendo en la localidad. La densidad de población era de 404,71 hab./km². Había 465 viviendas con una densidad media de 168,48 viviendas/km². El 94,63% de los habitantes eran blancos, el 1,7% afroamericanos, el 0,27% amerindios, el 0,09% asiáticos, el 0,09% isleños del Pacífico, el 0,54% de otras razas, y el 2,69% pertenecía a dos o más razas. El 2,51% de la población eran hispanos o latinos de cualquier raza.